# Frans I van Lotharingen
Frans I van Lotharingen (Nancy, 23 augustus 1517 — Remiremont, 12 juni 1545) was voor een korte periode hertog van Lotharingen en van Bar, namelijk gedurende 363 dagen in 1544 en 1545.
Hij was de oudste zoon van hertog Anton van Lotharingen, bijgenaamd de Goede, en hertogin Renate van Bourbon-Montpensier. Hij werd tijdens zijn jeugd opgevoed aan het koninklijk hof in Parijs, bij zijn peetvader en naamgenoot Frans I van Frankrijk.
Hij was van 1539 tot aan zijn dood (1545) heer van Mercoeur, in opvolging van zijn moeder. 
Hij was verloofd met Anna van Kleef, doch de verloving werd gestopt omwille van de protestantse ommekeer van Anna. Hij huwde vervolgens met Christina van Denemarken, weduwe van de hertog van Milaan, Francesco II Sforza en pro-Habsburgs. Zij huwden in Brussel in 1541. Na de dood van zijn vader Anton volgde hij hem op als hertog van Lotharingen en Bar. In die korte regeerperiode bemiddelde hij succesvol tussen keizer Karel V en koning Frans I van Frankrijk in hun militaire campagnes in Champagne. Voor beide invasielegers was er geen geld meer en de troepen muitten aan beide kanten. In de Onze-Lieve-Vrouwekerk van Crépy-en-Laonnois werd de Vrede van Crépy ondertekend op 18 september 1544. 
Kort nadien stierf Frans I van Lotharingen en hij liet drie kinderen na, onder wie zijn tweejarige troonopvolger Karel III van Lotharingen. Zijn weduwe Christina van Denemarken en zijn 21-jarige broer Nicolaas, de prins-bisschop van Metz, werden co-regent van Lotharingen. Zij vertegenwoordigden de twee strekkingen aan het Lotharingse hof: de eerste pro-Habsburgs en de andere pro-Frans.

## Voorouders
| Voorouders van Frans I van Lotharingen | Voorouders van Frans I van Lotharingen                                        | Voorouders van Frans I van Lotharingen                                        | Voorouders van Frans I van Lotharingen                                        | Voorouders van Frans I van Lotharingen                                        | Voorouders van Frans I van Lotharingen                                        | Voorouders van Frans I van Lotharingen                                        | Voorouders van Frans I van Lotharingen                                        | Voorouders van Frans I van Lotharingen                                        |
| -------------------------------------- | ----------------------------------------------------------------------------- | ----------------------------------------------------------------------------- | ----------------------------------------------------------------------------- | ----------------------------------------------------------------------------- | ----------------------------------------------------------------------------- | ----------------------------------------------------------------------------- | ----------------------------------------------------------------------------- | ----------------------------------------------------------------------------- |
| Overgrootouders                        | Ferry II van Vaudémont (1428-1470) ∞ 1445 Yolande van Lotharingen (1428-1483) | Ferry II van Vaudémont (1428-1470) ∞ 1445 Yolande van Lotharingen (1428-1483) | Adolf van Egmond (1438-1477) ∞ 1463 Catharina van Bourbon (1440-1469)         | Adolf van Egmond (1438-1477) ∞ 1463 Catharina van Bourbon (1440-1469)         | Lodewijk I van Montpensier (1406-1486) ∞ Gabrielle de la Tour d'Auvergne (-)  | Lodewijk I van Montpensier (1406-1486) ∞ Gabrielle de la Tour d'Auvergne (-)  | Federico I Gonzaga (1441-1484) ∞ Margaretha van Beieren-München (1442–1479)   | Federico I Gonzaga (1441-1484) ∞ Margaretha van Beieren-München (1442–1479)   |
| Grootouders                            | René II van Lotharingen (1451-1508) ∞ 1485 Filippa van Egmont (1467-1547)     | René II van Lotharingen (1451-1508) ∞ 1485 Filippa van Egmont (1467-1547)     | René II van Lotharingen (1451-1508) ∞ 1485 Filippa van Egmont (1467-1547)     | René II van Lotharingen (1451-1508) ∞ 1485 Filippa van Egmont (1467-1547)     | Gilbert van Montpensier (1443-1496) ∞ Clara Gonzaga (1464-1503)               | Gilbert van Montpensier (1443-1496) ∞ Clara Gonzaga (1464-1503)               | Gilbert van Montpensier (1443-1496) ∞ Clara Gonzaga (1464-1503)               | Gilbert van Montpensier (1443-1496) ∞ Clara Gonzaga (1464-1503)               |
| Ouders                                 | Anton van Lotharingen (1489–1544) ∞ Renée van Bourbon-Montpensier (1494-1539) | Anton van Lotharingen (1489–1544) ∞ Renée van Bourbon-Montpensier (1494-1539) | Anton van Lotharingen (1489–1544) ∞ Renée van Bourbon-Montpensier (1494-1539) | Anton van Lotharingen (1489–1544) ∞ Renée van Bourbon-Montpensier (1494-1539) | Anton van Lotharingen (1489–1544) ∞ Renée van Bourbon-Montpensier (1494-1539) | Anton van Lotharingen (1489–1544) ∞ Renée van Bourbon-Montpensier (1494-1539) | Anton van Lotharingen (1489–1544) ∞ Renée van Bourbon-Montpensier (1494-1539) | Anton van Lotharingen (1489–1544) ∞ Renée van Bourbon-Montpensier (1494-1539) |
| Frans I van Lotharingen (1517–1545)    |                                                                               |                                                                               |                                                                               |                                                                               |                                                                               |                                                                               |                                                                               |                                                                               |